# Protocolo MADI
El protocolo MADI, siglas de multichannel audio digital interface (interfaz multicanal de audio digital), es un estándar profesional de transmisión de datos para señales de audio digital de 128 canales en un solo cable.  El protocolo MADI está documentado en los estándares AES10-1991 y ANSI s4.43-1991.

## Interfaz multicanal madi AES10
El protocolo MADI, como se define en el estándar AES10, permite la conexión de hasta 64 canales de audio (datos cuantificados linealmente) de 24 bit de resolución y 96 kHz de muestreo, transmitidos en serie en un único cable de transmisión coaxial de 75 ohmios con conectores BNC, permitiendo una transmisión a distancias mayores a 50 m y de hasta 2 km. por fibra óptica. 
Las muestras de audio pueden tener una cuantización máxima de 32 bit. Además, en este protocolo se siguen manteniendo los bits de validez, usuario, status y paridad del AES3. MADI permite conectar estos 64 canales de audio con un solo par de cables. La tasa binaria de datos es de 100 Mbit/s y corresponde a una conexión sincrónica.